# Кріс-Кевен Надже
Кріс-Кевен Надже (фр. Chris-Kévin Nadje; нар. 14 серпня 2001) — івуарійський футболіст, півзахисник нідерландського клубу «Феєнорд».

## Клубна кар'єра
Почав займатися футболом в академіях клубів «Кретей» і «Ланс». Потім продовжив кар'єру в резервній команді «Лаваля», а 6 липня 2023 року приєднався до «Версаля». 18 серпня 2023 року дебютував за «Версаль» у матчі Насьйоналя проти «Мартіга». 15 вересня того ж року в поєдинку проти «Шатору» забив свій перший гол за «Версаль». У своєму дебютному сезоні за «Версаль» провів 32 матчі, забив сім голів і віддав дві гольові передачі.
14 червня 2024 року перейшов у нідерландський клуб «Феєнорд», підписавши чотирирічний контракт. Сума трансферу становила понад 0,5 млн євро. 25 серпня дебютував за «Феєнорд» у матчі Ередивізі проти роттердамської «Спарти», вийшовши на заміну Квінтену Тімберу. 19 вересня того ж року в поєдинку загального етапу Ліги чемпіонів УЄФА проти німецького «Баєра» дебютував у єврокубках.

## Кар'єра в збірній
У березні 2024 року отримав виклик в збірну Кот-д'Івуару до 23 років, за яку дебютував 22 березня в товариському матчі проти збірної Франції.

## Статистика виступів
Станом на 22 січня 2025 
| Клуб              | Сезон             | Чемпіонат         | Чемпіонат | Чемпіонат | Кубок | Кубок | Єврокубки | Єврокубки | Інші  | Інші | Всього | Всього |
| Клуб              | Сезон             | Дивізіон          | Матчі     | Голи      | Матчі | Голи  | Матчі     | Голи      | Матчі | Голи | Матчі  | Голи   |
| ----------------- | ----------------- | ----------------- | --------- | --------- | ----- | ----- | --------- | --------- | ----- | ---- | ------ | ------ |
| Лаваль Б          | 2020–21           | Насьйональ 3      | 5         | 0         | —     | —     | —         | —         | —     | —    | 5      | 0      |
| Лаваль Б          | 2021–22           | Насьйональ 3      | 18        | 0         | —     | —     | —         | —         | —     | —    | 18     | 0      |
| Лаваль Б          | 2022–23           | Насьйональ 3      | 16        | 1         | —     | —     | —         | —         | —     | —    | 16     | 1      |
| Лаваль Б          | Всього            | Всього            | 39        | 1         | —     | —     | —         | —         | —     | —    | 39     | 1      |
| Версаль           | 2023–24           | Насьйональ        | 31        | 7         | —     | —     | —         | —         | —     | —    | 31     | 7      |
| Феєнорд           | 2024–25           | Ередивізі         | 8         | 0         | 2     | 0     | 3         | 0         | 0     | 0    | 13     | 0      |
| Всього за кар'єру | Всього за кар'єру | Всього за кар'єру | 78        | 8         | 2     | 0     | 3         | 0         | 0     | 0    | 83     | 8      |

1. ↑  Матчі в Лізі чемпіонів УЄФА